# Nuri al-Said

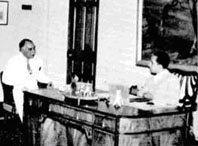
Nuri al-Said despatxant amb el rei Faisal II

Nuri Pasha al-Said (àrab: نوري السعيد, Nūrī as-Saʿīd) (Bagdad, setembre de 1888 – 15 de juliol de 1958) fou un polític iraquià durant el mandat britànic i el regne de l'Iraq. Va servir en diversos gabinet i fou vuit vegades primer ministre. Des de la seva primera actuació com primer ministre sota el mandat britànic el 1930, Nuri fou la figura cabdal de l'Iraq sota la monarquia. Durant els seus molts termes al càrrec, va estar implicat en algunes de les decisions claus de política que van marcar l'estat iraquià modern. El 1930, durant el seu primer terme, signava el Tractat Angloiraquià, que fou un pas cap a una major independència, però concedia Gran Bretanya el dret il·limitat a estacionar les seves forces armades i a transitar a través de l'Iraq unitats militars; també donava legitimitat al control britànic de la indústria petroliera del país. Mentre que el tractat nominalment reduïa la implicació britànica en els afers interns de l'Iraq, això era només en la mesura que el comportament de l'Iraq no entrava en conflicte amb interessos econòmics o militars britànics. Aquest acord obria el camí a la independència nominal, ja que el mandat acabava el 1932. Durant la seva carrera Nuri fou defensor d'un paper britànic ampli dins de l'Iraq. Aquestes polítiques foren sempre qüestions de gran contesa.
Nuri fou una figura controvertida amb molts enemics, i va haver de fugir de l'Iraq dues vegades en les seqüeles de cops d'estat. Prop de l'enderrocament de la monarquia el 1958, era profundament impopular. Es considerava que les seves polítiques, vistes com a probritàniques, havien fallat en adaptar-se a les circumstàncies socials canviants del país. La injustícia social i la pobresa era general, i Nuri s'havia convertit en un símbol d'un règim que fracassava a encarar aquests assumptes, escollint el camí de la repressió per protegir els interessos dels adinerats. El 15 de juliol de 1958, l'endemà de la revolució republicana, intentava fugir del país disfressat com a dona, però fou capturat i mort.

## Biografia

### Primera part de la seva carrera
Nuri al-Said va néixer a Bagdad en una família de musulmans sunnites de classe mitjana d'origen Caucasià del nord. El seu pare, un membre de la tribu de Karaghul, era un comptable governamental menor. Nuri es va graduar a una escola militar a Istanbul el 1906, i fou entrenat a l'escola major el 1911 com a oficial a l'exèrcit de l'Imperi Otomà, i estava entre els oficials enviats a Líbia el 1912 per alçar la resistència en contra de l'ocupació italiana d'aquella província. Durant la Primera Guerra Mundial es va convertir a la causa nacionalista àrab i va lluitar a la revolta Àrab sota Faisal ibn Hussein de l'Hedjaz, que regnaria més tard breument com rei de Síria abans d'esdevenir rei de l'Iraq. Com altres oficials iraquians que havien servit sota Faisal, emergia com a part d'una elit política nova.

### Posicions inicials sota la nova monarquia iraquiana
Nuri dirigia les tropes àrabs que conqueriren Damasc per Faisal arran de la retirada de les forces turques el 1918. Quan Faisal fou deposat pels francesos el 1920, Nuri seguia al monarca a l'Iraq, i el 1922 es convertia en primer director general de la Força de Policia Iraquiana. Utilitzava aquesta posició per omplir la força amb gent de la seva confiança, una tàctica que repetiria en subsegüents posicions i que era fou la base del seu considerable poder polític en anys posteriors.
Era un home de confiança de Faisal I que, el 1924, el nomenava comandant en cap de l'exèrcit per tal d'assegurar la lleialtat de les tropes al règim. Una vegada més, Nuri utilitzava aquesta posició per construir la seva pròpia base de poder. Durant els anys 1920, donava suport a la política del rei de formar unes forces pel naixent estat basades en la lleialtat d'oficials xerifians, que abans havien servit als otomans i que formaven el llom del règim.

### Primer Ministre per primera vegada, 1930
Faisal proposava a Nuri com primer ministre per primer cop el 1929, però fins al 1930 els britànics no van retirar les seves objeccions. Nuri va agafar el càrrec el 23 de març de 1930 i com en anteriors nomenaments va estar ràpid en situar els seus seguidors a posicions governamentals claus, però això debilitava la mateixa base del rei entre el servei civil, i l'anterior relació de confiança entre els dos homes, es va refredar. Entre els primers actes de Nuri com primer ministre hi ha la signatura del Tractat Angloiraquià de 1930, una decisió impopular donat que essencialment confirmava els poders de la Gran Bretanya com a mandatària i els donava prerrogatives militars permanents al país fins i tot després de la plena independència. El 1932, presentava a la Societat de Nacions el cas iraquià per una major independència.
A finals d'octubre de 1932, Faisal I va fer dimitir a Nuri i el 3 de novembre el va substituir per Naji Shawkat. Això restringia una mica la influència de Nuri; després de la mort de Faisal I l'any següent i l'accessió de Ghazi I, el seu accés al palau va disminuir. Una altra dificultat per a la seva influència era l'ascens de Yasin al-Hashimi, ex primer ministre, que va tornar al govern el 17 de març de 1935. No obstant això, Nuri es continuava balancejant entre l'establiment militar, i la seva posició com un aliat en qui confiaven els britànics, i mai es va allunyar gaire del poder. El 1933 els britànics persuadien Ghazi de nomenar-lo ministre d'assumptes exteriors, un càrrec que va ocupar fins al cop d'estat del general Bakr Sidqi el 1936. Tanmateix, els seus lligams amb els britànics l'ajudaren a romandre en posicions importants d'estat, però també van destruir qualsevol popularitat que li pogués restar.

### Intrigant amb l'exèrcit, 1937 - 1940
El cop de Bakr Sidqi mostrava que la via a la qual Nuri havia lligat el seu destí era la dels britànics a l'Iraq: fou l'únic polític del govern enderrocat que va buscar refugi a l'ambaixada britànica, i els seus amfitrions l'enviaren a exili a Egipte. Retornà a Bagdad l'agost de 1937 i començà a planejar el seu retorn a poder, en la col·laboració amb el coronel Salah al-Din al-Sabbagh. Això pertorbava al llavors el primer ministre Jamil al-Midfai (1937-1938) que va persuadir als britànics que Nuri era una influència negativa i que estaria millor a l'estranger. Els britànics obligaren a Nuri a establir la seva residència a Londres com ambaixador iraquià. Desesperant de restablir la seva relació amb Ghazi, començà a suggerir secretament cooperació amb la família reial saudita.
Retornat a Bagdad l'octubre de 1938, Nuri restablia contacte amb al-Sabbagh, i el persuadia d'enderrocar el govern Midfai. Al-Sabbagh i les seves cohorts llançaven el cop d'estat el 24 de desembre de 1938, i Nuri era restablert com a primer ministre el dia 25. En aquesta posició, buscà en una línia lateral del rei, promovent la posició i possible successió del príncep Zaid, germanastre del rei. Mentrestant Ghazi també estava molestant els britànics amb emissions cada vegada més nacionalistes en la seva emissora de ràdio privada. El gener de 1939 el rei va ofendre a Nuri nomenant Rashid Ali Gaylani com a cap de la casa reial. La campanya de Nuri contra els seus rivals continuà el març d'aquell any, quan afirmà haver desemmascarat un complot per assassinar Ghazi, i l'utilitzava com a excusa de fer una purga del cos d'oficials de l'exèrcit.
Ghazi I va morir en accident d'automòbil el 4 d'abril de 1939, i Nuri fou sospitós d'estar implicat en la mort. Al funeral reial els cors van cantar: “Respondreu de la sang de Ghazi, Nuri”. Va donar suport a la pujada com a regent d'Abd al-Ilah en nom del fill menor de Ghazi Faisal II, de 4 anys i el regent fou inicialment susceptible a la influència de Nuri.
L'1 de setembre de 1939, Alemanya envaïa Polònia. Aviat l'Alemanya i la Gran Bretanya estaven en guerra. D'acord amb el tractat Angloiraquià de 1930, l'Iraq es comprometia a declarar la guerra a Alemanya. En canvi, en un esforç per mantenir una posició neutra, Nuri anunciava que les forces armades iraquianes no s'emprarien fora de l'Iraq. Els oficials alemanys foren deportes, però l'Iraq no va declarar la guerra.
Llavors ja els afers a Europa havien començat a tenir un impacte en Iraq. La caiguda de frança el juny de 1940 fomentava que alguns elements nacionalistes àrabs busquessin, a l'estil dels Estats Units i Turquia, moure's cap a la neutralitat envers Alemanya i Itàlia, més que ser part de l'esforç de guerra britànic. Mentre que Nuri generalment era més probritànics, al-Sabbagh es movia al camp que defensava la neutralitat cap a Alemanya (aquesta facció no era "pro-Nazi" i no volia canviar els termes del Tractat de 1930 amb la Gran Bretanya). La pèrdua del seu aliat militar principal significava que Nuri perdia la seva capacitat per dominar els esdeveniments.

### Coexistència amb el regent durant els anys 1940
L'1 d'abril de 1941, els elements proneutralitat agafaven el poder, instal·lant a Rashid Ali Gaylani com a primer ministre i a Sharaf ibn Rajih al-Fawwaz com a regent. Nuri, assabentat del cop d'estat el dia anterior, va saber que els plans incloïen el seu assassinat, i va fugir a Transjordània, territori sota control britànic; els seus protectors llavors l'enviaren al Caire, però després d'ocupar Bagdad a finals de maig de 1941, el portaven a l'Iraq (juny), instal·lant-lo com primer ministre sota l'ocupació britànica el 10 d'octubre de 1941 (després d'uns mesos en què va exercir Jamil Bey al-Midfai). Així Nuri tornà així al poder per tercera vegada.
Retindrà aquest càrrec per a més de dos anys i mig, però des de 1943 cap endavant, el regent obtenia una capacitat de decisió més gran en la selecció dels seus ministres i començava a afirmar una major independència envers el primer ministre. Nuri al-Said va deixar el càrrec el 4 de juny 1944, i fou nomenat al seu lloc Hamdi al-Bajaji, sense partit i de la confiança del regent. L'Iraq romania sota ocupació Militar britànica fins al final de 1947.
El breu flirteig del regent amb polítiques més liberals el 1947 en poc va ajudar a resoldre els problemes amb què l'ordre establert s'havia d'encarar. Les estructures socials i econòmiques del país havien canviat considerablement des de l'establiment de la monarquia, amb una població urbana en augment, un ràpid desenvolupament de la classe mitjana, i un augment del coneixement polític entre els camperols i la classe obrera, entre la que el Partit Comunista Iraquià estava creixent. Tanmateix, l'elit política, amb els seus llaços i interessos compartits amb les classes dominants, era incapaç de prendre els passos radicals que podrien haver conservat la monarquia. En aquest intent de l'elit per retenir el poder durant els deu darrers anys de la monarquia, Nuri, més que el regent, jugaria cada vegada més el paper dominant, gràcies en gran part a les seves habilitats polítiques superiors.

### El règim resisteix el creixement del malestar polític
El novembre de 1946, una vaga dels treballadors del petroli culminava en una massacre dels vaguistes per la policia, i Nuri va tornar al govern per quarta vegada el 21 de novembre de 1946 succeint a Arshad al-Umari i hi va restar fins al 29 de març de 1947 quan fou nomenat Sayyid Salih Jabr. Breument incloïa als Liberals i Demòcrates Nacionals al gabinet però aviat tornava a la política més repressiva (que és la que generalment va afavorir), demanant l'arrest de nombrosos comunistes el gener de 1947. Entre els capturats hi havia el secretari general Fahd. Mentrestant, la Gran Bretanya intentava legalitzar una presència militar permanent a Iraq fins i tot més enllà dels termes del tractat de 1930, encara que ja no tenia la guerra per justificar la continuïtat de la seva presència. Tant Nuri com el regent veien cada vegada més que els seus llaços amb la Gran Bretanya eren impopulars però eren la millor garantia de la seva pròpia posició, i consegüentment començaren a cooperar en la creació d'un nou Tractat Angloiraquià. A primers de gener de 1948 Nuri mateix formava part de la delegació que negociava amb Anglaterra, i el 15 de gener se signava el tractat.
La resposta als carrers de Bagdad fou immediata i furiosa. Després de sis anys d'ocupació britànica, cap acte podia haver estat menys popular que donar un paper legal més gran als britànics en els afers de l'Iraq. Les manifestacions s'iniciaven l'endemà, amb estudiants que jugaven una part prominent i el Partit Comunista Iraquià que guiava molta de l'activitat antigovernamental. Les protestes s'intensificaven durant els següents dies, fins que la policia va disparar sobre una gran manifestació (20 de gener de 1948), deixant moltes víctimes. L'endemà, Abd al-Ilah denunciava el nou tractat. Nuri retornava a Bagdad el 26 de gener i immediatament implementava una política dura de repressió contra els que protestaven. A la manifestació de l'endemà la policia disparada una altra vegada contra els participants, deixant molts més morts. En la seva lluita per implementar el tractat, Nuri havia destruït qualsevol credibilitat que li pogués quedar. Encara que retenia un poder considerable per tot el país, generalment se l'odiava.
El 6 de gener de 1949 era nomenat per cinquena vegada primer ministre en el lloc de Muzahim al-Bajaji i va restar al càrrec quasi tot l'any (fins al 10 de desembre de 1949 quan el va substituir el general Ali Jaudat al-Aiyubi. Per sisena vegada fou primer ministre (succeint a Sulayman Tawfiq Bey al-Suwaidi) entre el 15 de setembre de 1950 i el 12 de juliol de 1952 quan fou nomenat Mustafa Mahmud al-Umari.
Nuri va tornar al front del govern el 4 d'agost de 1954 en el lloc d'Arshad al-Umari. El següent afer polític essencial amb què el nom de Nuri estaria per sempre associat fou el Pacte de Bagdad, una sèrie d'acords establerts entre 1954 i 1955 que lligaven l'Iraq políticament i militarment als poders occidentals i els seus aliats regionals, principalment Turquia. Aquest pacte era especialment important per Nuri, ja que era afavorit pels britànics i americans. D'altra banda, era també contrari a les aspiracions polítiques de la majoria del país. Aprofitant la situació, Nuri augmentava les seves polítiques de repressió i la censura. Aquesta vegada, tanmateix, la reacció era menys ferotge que no havia estat el 1948 (segons l'historiador Hanna Batatu, això es pot atribuir a circumstàncies econòmiques una mica més favorables i la debilitat del Partit Comunista Iraquià, molt afectat per la repressió de policia i la divisió interna).
La situació política es va deteriorar el 1956, amb revoltes a les ciutats de Nadjaf i Hayy, mentre la Crisi de Suez amb l'atac d'Israel contra Egipte que es coordinava amb la Gran Bretanya i França en resposta a la nacionalització del Canal de Suez, només exacerbava l'oposició popular al Pacte de Bagdad. La posició política de Nuri es debilitava, mentre que l'oposició començava a coordinar les seves activitats: el febrer de 1957 s'establia un Front d'Unió Nacional reunint els Demòcrates Nacionals, els independents, els Comunistes, i el Partit Baas. Un procés similar es va donar dins del cos d'oficials militars, amb la formació del Comitè Suprem d'Oficials Lliures. Tanmateix, els intents de Nuri de conservar la lleialtat dels militars amb beneficis generosos, li van fallar. El 20 de juny de 1957 Nuri deixava el càrrec i el succeïa Ali Jaudat al-Aiyubi.
La monarquia haiximita iraquiana i la seva aliada la monarquia haiximita de Jordània reaccionaven davant la unió entre Egipte i Síria (febrer de 1958) formant la Federació Àrab de l'Iraq i Jordània (Intentaren convèncer Kuwait d'unir-se també, però els britànics s'hi oposaven). Nuri ocupava per vuitena vegada la posició de primer ministre al lloc d'Abdul Wahhab Marjan, el 3 de març de 1958 però el deixava el 18 de maig de 1958 per esdevenir el primer primer ministre de la nova federació. A l'Iraq el va succeir Ahmad Mukhtar Baban.
La seva posició com a primer ministre federal es va acabar amb el cop d'estat del 14 de juliol de 1958 que enderrocava la monarquia iraquiana.

### Caiguda de la monarquia i mort
Com la crisi del Líban de 1958 s'intensificava, Jordània demanava l'ajuda a les tropes iraquianes; el coronel Abd al-Salam Aref fou enviat al front de les tropes però en el camí es va desviar cap a Bagdad i junt amb el coronel Abdul Karim Qassim els militars agafaven el control del país i ordenaven a la família reial que evacués el palau. Foren reunits al pati el rei Faisal II, el regent príncep Abd al-Ilah, la seva dona princesa Hiyam, la princesa Nafeesa (la mare d'Abd al-Ilah); la princesa Abadiya, la tia del rei; i uns quants criats. Se'ls va dir que es giressin cap a la paret i foren abatuts a trets pel capità Abdus Sattar al-Sab, un oficial colpista. Després de gairebé quatre dècades, la monarquia va caure.
Nuri es va poder amagar, però fou capturat l'endemà quan fugia disfressat de dona però amb sabates d'home. Se li va disparar i matar sent enterrat aquell mateix dia, però una multitud irada desenterrava el seu cadàver i l'arrossegava a través dels carrers de Bagdad, on era penjat, mutilat i cremat.